# Radiola
Radiola es un género con ocho especies de plantas con flores perteneciente a la familia Linaceae. Fue descrita por John Hill bot y  publicado en The British Herbal 227 en el año 1756. (Jun 1756) .  Su especie tipo es Radiola linoides Roth.

## Especies
- Radiola dichotoma
- Radiola filiformis
- Radiola linoidea
- Radiola linoides
- Radiola millegrana
- Radiola multiflora
- Radiola radiola
- Radiola tetrapetala